# Arlington (Carolina del Norte)
Arlington es un pueblo ubicado en el condado de Yadkin en el estado estadounidense de Carolina del Norte. La localidad en el año 2000, tenía una población de 795 habitantes en una superficie de 2.2 km², con una densidad poblacional de 365 personas por km².
El pueblo fue incorporado el 23 de julio de 1930. Se combinó con Jonesville después de una votación el 29 de mayo de 2001. Las dos localidades tenían una población combinada de cerca de 2.250 personas. Arlington tomó el nombre de su vecino más grande Jonesville.

## Geografía
Arlington se encuentra ubicado en las coordenadas 36°13′39″N 80°49′55″O / 36.22750, -80.83194. Según la Oficina del Censo, la localidad tiene un área total de 2,2 km² (0,8 mi²), de la cual 2,2 km² (0,8 mi²) es tierra y 0 km² (0 mi²) (0.0%) es agua.

### Localidades adyacentes
El siguiente diagrama muestra a las localidades en un radio de 12 kilómetros (7,5 mi) de Arlington.

## Demografía
En el 2000 la renta per cápita promedia del hogar era de $25.789, y el ingreso promedio para una familia era de $32.500. El ingreso per cápita para la localidad era de $14.469. En 2000 los hombres tenían un ingreso per cápita de $23.421 contra $22.250 para las mujeres. Alrededor del 16.90% de la población estaba bajo el umbral de pobreza nacional.